# Pula (Sardinien)
Pula ist eine italienische Gemeinde in der Metropolitanstadt Cagliari auf Sardinien mit einer Fläche von 138,79 km² und  (Stand: 31. Dezember 2023) 7122 Einwohnern.
Pula liegt 38 km von der Hauptstadt Cagliari entfernt. Seine Nachbargemeinden sind Domus de Maria, Santadi (CI), Sarroch, Teulada und Villa San Pietro.

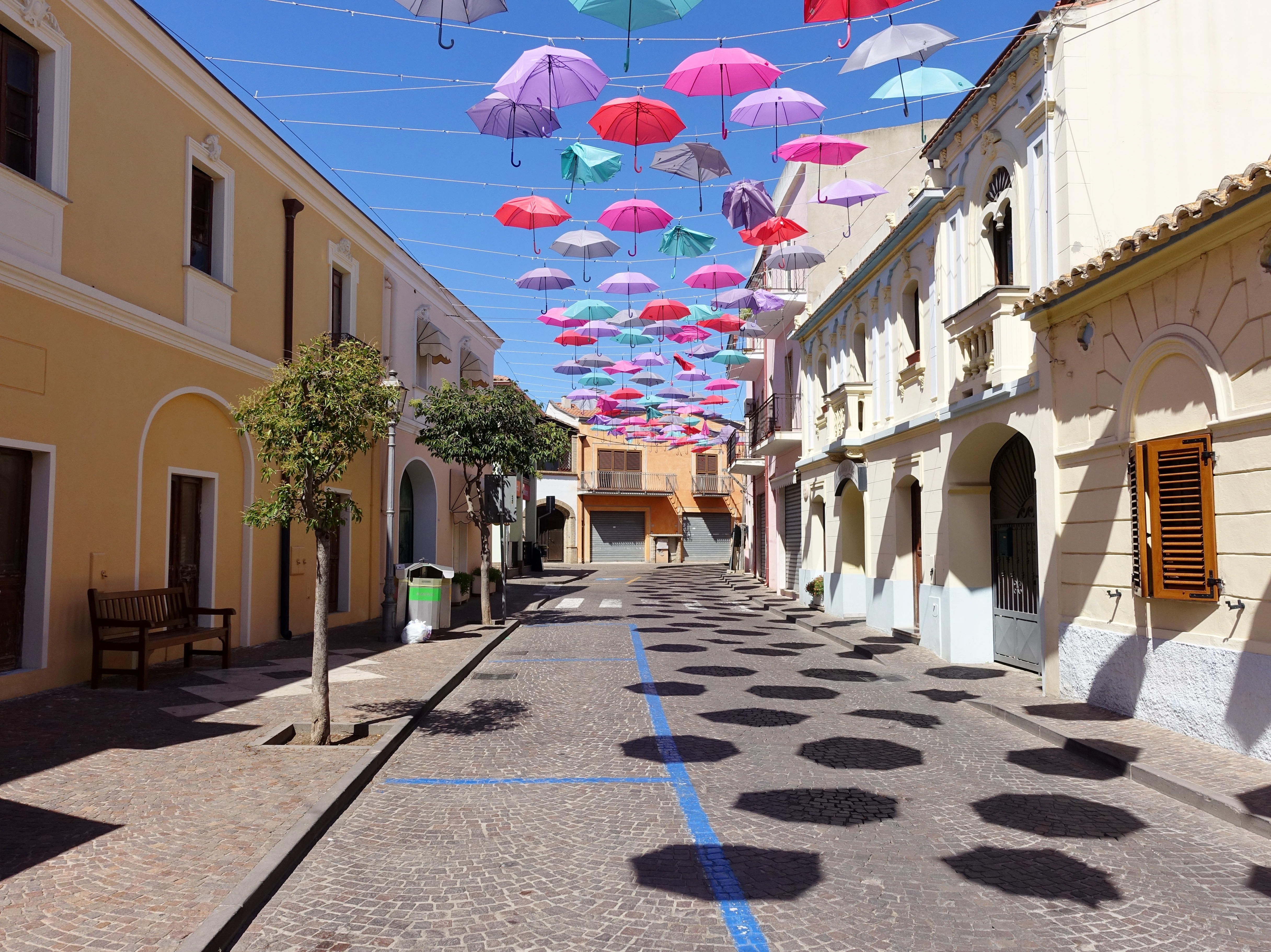
Straßenzug in Pula

Der Ort ist aus der römischen Hafenstadt Nora in der gleichnamigen Bucht entstanden, von der heute noch archäologische Überreste zu sehen sind, darunter ein Amphitheater. Pulas Markenzeichen sind seine verwinkelten Gassenzüge und alten Patrizierhäuser.